# Wartenberg-Rohrbach
Wartenberg-Rohrbach est une municipalité allemande située dans le land de Rhénanie-Palatinat et l'arrondissement du Mont-Tonnerre.